# Tefachot
Tefachot (hebr.: טפחות) – moszaw położony w samorządzie regionu Merom ha-Galil, w Dystrykcie Północnym, w Izraelu.
Leży we wschodniej części Górnej Galilei.

## Historia
Moszaw został założony w 1980.

## Gospodarka
Gospodarka moszawu opiera się na sadownictwie.